# Rosa multibracteata
Rosa multibracteata es una especie de planta del género Rosa, de la familia Rosaceae.

## Taxonomía
Rosa multibracteata fue descrita por Hemsl. y E. H. Wilson en 1906.

## Distribución
Se encuentra en el territorio centro-sur de China.